# Sanjeev Bhaskar
Sanjeev Bhaskar OBE (Ealing, Londen, 31 oktober 1963) is een Engels acteur, auteur, komiek en presentator. Daarnaast vervult hij sinds 2009 de functie van kanselier aan de Universiteit van Sussex.

## Jeugd
Sanjeev werd geboren in Ealing, Londen als zoon van Inderjit Bhaskar en Janak Bhaskar. Zijn ouders emigreerden voor zijn geboorte vanuit India naar Engeland, waar hij opgroeide in Hounslow, Middlesex. Hier woonde hij boven de wasserette die zijn ouders runden. Hij behaalde een diploma in marketing op Hatfield Polytechnic en ging aan de slag bij IBM.

## Biografie
Bhaskar realiseerde zich al snel dat comedy meer zijn interesse had dan marketing. Hij sloeg de handen ineen met een voormalig studievriend, Nitin Sawhney, om een muzikale comedy act te beginnen, genaamd The Secret Asians. In 1996 was de eerste uitvoering en het duo trad regelmatig op tijdens Aziatische comedy-avonden. De grote doorbraak volgde na een goede beoordeling in het tijdschrift Time Out. Hierna werd Bhaskar benaderd door Anil Gupta, de producer van de BBC sketch show Goodness Gracious Me, om een rol te spelen in de show.
In de jaren die volgden had Bakshar bijrollen in Britse films als Notting Hill en The Guru. Daarnaast was hij regelmatig te zien in televisieseries als The Kumars at No. 42 en Small Potatoes.
Zijn eerste boek genaamd India with Sanjeev Bhaskar, gebaseerd op de gelijknamige documentaire, werd een Sunday Times bestseller in 2007. Een jaar later maakte hij zijn musical-debuut als King Arthur in Spamalot. In april 2015 ontving hij de Outstanding Achievement in Television award bij The Asian Awards.

## Persoonlijk
Bhaskar is sinds 2005 getrouwd met actrice Meera Syal, met wie hij in 2005 een zoon kreeg. In 2006 ontving Bhaskar de Orde van het Britse Rijk.

## Filmografie

### Films
| Jaar | Titel                                    | Rol                     | Opmerking                 |
| ---- | ---------------------------------------- | ----------------------- | ------------------------- |
| 1998 | The Dance of Shiva                       | Sergeant Bakshi         | Korte film                |
| 1999 | Notting Hill                             | Luidruchtige man        |                           |
| 2001 | The Mystic Masseur                       | Beharry                 |                           |
| 2001 | Inferno                                  | Jaz                     | Korte film                |
| 2002 | Anita and Me                             | Mr Kumar                |                           |
| 2002 | The Guru                                 | Rasphal de kok          |                           |
| 2006 | Scoop                                    | Pokerspeler             |                           |
| 2007 | Jhoom Barabar Jhoom                      | Winkeleigenaar          |                           |
| 2010 | It's a Wonderful Afterlife               | Mr Bhatti the Curry Man |                           |
| 2010 | Not the Messiah: He's a Very Naughty Boy | Mountie                 |                           |
| 2010 | Jackboots on Whitehall                   | Rupee/Old Gil/King      | Stem                      |
| 2010 | London Boulevard                         | Dr Sanji Raju           |                           |
| 2011 | Arthur Christmas                         | Hoofd Elf               | Stem                      |
| 2013 | The Zero Theorem                         | Dokter 1                |                           |
| 2015 | Absolutely Anything                      | Ray                     |                           |
| 2016 | Thunderbirds 1965                        | Zichzelf                | Korte film / Documentaire |
| 2017 | Paddington 2                             | Dr. Jafri               |                           |
| 2019 | Yesterday                                | Jed Malik               |                           |
| 2019 | Dragon Rider                             |                         | Stem                      |
| 2023 | The Flash                                | David Singh             |                           |
| 2024 | Paddington in Peru                       | Dr. Jafri               |                           |

### Televisieseries
| Jaar      | Titel                                            | Rol                      | Opmerking                                                  |
| --------- | ------------------------------------------------ | ------------------------ | ---------------------------------------------------------- |
| 1996      | Bollywood or Bust                                | Zichzelf                 |                                                            |
| 1997      | 'Eastenders’                                     | Sanjeev                  |                                                            |
| 1998-2015 | Goodness Gracious Me                             | Verschillende rollen     | 21 afleveringen                                            |
| 1999-2001 | Small Potatoes                                   | Rick Roy                 | 13 afleveringen                                            |
| 2001-2006 | The Kumars at No. 42                             | Sanjeev Kumar            | 53 afleveringen                                            |
| 2002      | Dalziel and Pascoe                               | Graham Shah              | Aflevering: "Mens Sana"                                    |
| 2005-2008 | The New Paul O'Grady Show                        | Zichzelf                 | 2 afleveringen                                             |
| 2007-2008 | Mumbai Calling                                   | Kenny Gupta              | 8 afleveringen                                             |
| 2009      | Natural World                                    | Voice-over               |                                                            |
| 2010-2013 | The Indian Doctor                                | Dr Prem Sharma           | 15 afleveringen                                            |
| 2014      | Midsomer Murders                                 | Armand Stone             | Aflevering: "The Killings of Copenhagen"                   |
| 2014      | The Kumars                                       | Sanjeev Kumar            | 6 afleveringen                                             |
| 2014      | Doctor Who                                       | Colonel Ahmed            | Aflevering: "Death in Heaven"                              |
| 2015      | Drunk History                                    | Robert Baden-Powell      | Aflevering 1.8                                             |
| 2015      | Bollywood and Beyond: A Century of Indian Cinema | Zichzelf (Presentator)   |                                                            |
| 2015      | Horrible Histories                               | Verschillende personages | Aflevering: "Naughty Napoleon Special"                     |
| 2015-     | Unforgotten                                      | DI Sunny Khan            |                                                            |
| 2016      | Thunderbirds Are Go                              | Ethan Sullivan (Stem)    | Aflevering: "City Under the Sea"                           |
| 2018–     | Thomas de stoomlocomotief                        | Shankar (Stem)           | UK & US versie                                             |
| 2019      | Icons: The Greatest Person of the 20th Century   | Presentator              | 2 Afleveringen, activists category and live final          |
| 2019      | Red Nose Bodyguard                               | Interviewer              | Red Nose Day 2019 special                                  |
| 2019      | Good Omens                                       | Giles Baddicombe         | Aflevering: "The Very Last Day of the Rest of Their Lives" |

1. ↑  (en)  Sanjeev Bhaskar: Goodness, I'm home!, The Guardian, 4 december 2010
2. ↑  'The Inventory: Sanjeev Bhaskar'. FT.com (2 mei 2014).